# Mavis Tchibota
Mavis Tchibota (Pointe-Noire, 7 maggio 1996) è un calciatore congolese (Repubblica del Congo) con cittadinanza israeliana, attaccante del Bnei Sakhnin in prestito dall'Akron Togliatti.

## Carriera

### Club
Ha giocato nella prima divisione dei campionati israeliano, bulgaro e russo.

### Nazionale
Nel 2017 ha esordito con la nazionale congolese.

## Statistiche

### Cronologia presenze e reti in nazionale
| Cronologia completa delle presenze e delle reti in nazionale ― Rep. del Congo | Cronologia completa delle presenze e delle reti in nazionale ― Rep. del Congo | Cronologia completa delle presenze e delle reti in nazionale ― Rep. del Congo | Cronologia completa delle presenze e delle reti in nazionale ― Rep. del Congo | Cronologia completa delle presenze e delle reti in nazionale ― Rep. del Congo | Cronologia completa delle presenze e delle reti in nazionale ― Rep. del Congo | Cronologia completa delle presenze e delle reti in nazionale ― Rep. del Congo | Cronologia completa delle presenze e delle reti in nazionale ― Rep. del Congo |
| Data                                                                          | Città                                                                         | In casa                                                                       | Risultato                                                                     | Ospiti                                                                        | Competizione                                                                  | Reti                                                                          | Note                                                                          |
| ----------------------------------------------------------------------------- | ----------------------------------------------------------------------------- | ----------------------------------------------------------------------------- | ----------------------------------------------------------------------------- | ----------------------------------------------------------------------------- | ----------------------------------------------------------------------------- | ----------------------------------------------------------------------------- | ----------------------------------------------------------------------------- |
| 5-9-2017                                                                      | Brazzaville                                                                   | Rep. del Congo                                                                | 1 – 5                                                                         | Ghana                                                                         | Qual. Mondiali 2018                                                           | -                                                                             | 59’                                                                           |
| 9-10-2020                                                                     | Parchal                                                                       | Gambia                                                                        | 1 – 0                                                                         | Rep. del Congo                                                                | Amichevole                                                                    | -                                                                             | 78’                                                                           |
| 12-11-2020                                                                    | Brazzaville                                                                   | Rep. del Congo                                                                | 2 – 0                                                                         | eSwatini                                                                      | Qual. Coppa d'Africa 2021                                                     | -                                                                             | 56’ 76’                                                                       |
| 16-11-2020                                                                    | Manzini                                                                       | eSwatini                                                                      | 0 – 0                                                                         | Rep. del Congo                                                                | Qual. Coppa d'Africa 2021                                                     | -                                                                             | 45+1’                                                                         |
| 2-10-2021                                                                     | Soweto                                                                        | Namibia                                                                       | 1 – 1                                                                         | Rep. del Congo                                                                | Qual. Mondiali 2022                                                           | -                                                                             | 55’                                                                           |
| 7-9-2021                                                                      | Brazzaville                                                                   | Rep. del Congo                                                                | 1 – 3                                                                         | Senegal                                                                       | Qual. Mondiali 2022                                                           | -                                                                             | 75’                                                                           |
| 12-10-2021                                                                    | Brazzaville                                                                   | Rep. del Congo                                                                | 1 – 2                                                                         | Togo                                                                          | Qual. Mondiali 2022                                                           | -                                                                             | 46’                                                                           |
| 11-11-2021                                                                    | Brazzaville                                                                   | Rep. del Congo                                                                | 1 – 1                                                                         | Namibia                                                                       | Qual. Mondiali 2022                                                           | -                                                                             | 46’                                                                           |
| 25-3-2022                                                                     | Aksu                                                                          | Rep. del Congo                                                                | 1 – 3                                                                         | Zambia                                                                        | Amichevole                                                                    | -                                                                             | 69’                                                                           |
| 10-9-2023                                                                     | Marrakech                                                                     | Gambia                                                                        | 2 – 2                                                                         | Rep. del Congo                                                                | Qual. Coppa d'Africa 2023                                                     | -                                                                             | 85’                                                                           |
| Totale                                                                        |                                                                               | Presenze                                                                      | 10                                                                            |                                                                               | Reti                                                                          | 0                                                                             |                                                                               |

## Palmarès

### Club

#### Competizioni nazionali
- Coppa d'Israele: 1

Bnei Yehuda: 2018-2019
- Supercoppa di Bulgaria: 2

Ludogorec: 2019, 2021
- Campionato bulgaro: 2

Ludogorec: 2019-2020,  2020-2021
- Campionato israeliano: 1

Maccabi Haifa: 2021-2022